# Dichlorprop
Le dichlorprop, appelé aussi 2,4-DP, est un composé organique organochloré de formule C9H8Cl2O3.
Il existe sous la forme de deux isomères présents en proportions égales : l'isomère R(+) et l'isomère S(-). Seul l'isomère R(+), appelé dichlorprop-P ou 2,4-DP-P, a des propriétés herbicides.
Cet herbicide est interdit en France.

## Produits commerciaux contenant du dichlorprop
- Weedone, Cornox.

## Réglementation
En France, l'autorisation de mise sur marché des substances contenant du dichlorprop a été retirée le 21 décembre 2003, ces  substances ne peuvent plus être utilisées. Considérées comme des déchets, elles doivent être détruites par des entreprises spécialisées.

## Toxicité
- DL50 rat: 800 mg·kg-1
- DL50 souris: 400 mg·kg-1[6].